# Nazionale maschile di roller derby del Belgio
La nazionale di roller derby maschile del Belgio è la selezione maggiore maschile di roller derby, il cui nickname è Team Belgium, che rappresenta il Belgio nelle varie competizioni ufficiali o amichevoli riservate a squadre nazionali. Si è classificata tredicesima nel campionato mondiale di roller derby maschile 2014.

## Risultati
Legenda: Grassetto: Risultato migliore, Corsivo: Mancate partecipazioni

## Dettaglio stagioni

### Amichevoli
| Stagione | Vin | Par | Per | Tot | PF  | PS  | avversaria                  |
| -------- | --- | --- | --- | --- | --- | --- | --------------------------- |
| 2013     | 1   | 0   | 0   | 1   | 116 | 66  | Paesi Bassi                 |
| 2014     | 0   | 0   | 2   | 2   | 251 | 412 | Panam Squad, The Ice Wheels |
|          |     |     |     |     |     |     |                             |
| Totale   | 1   | 0   | 2   | 3   | 367 | 478 |                             |

### Tornei

#### Mondiali
| Stagione | regular season | regular season | regular season | regular season | regular season | regular season | playoff | playoff | playoff | playoff | playoff | playoff     | playoff    |
|          | Vin            | Par            | Per            | Tot            | PF             | PS             | Vin     | Per     | Tot     | PF      | PS      | risultato   | avversaria |
| -------- | -------------- | -------------- | -------------- | -------------- | -------------- | -------------- | ------- | ------- | ------- | ------- | ------- | ----------- | ---------- |
| 2014     | 1              | 0              | 2              | 3              | 343            | 441            | 2       | 1       | 3       | 700     | 471     | Tredicesima | Svezia     |
| 2016     |                |                |                |                |                |                |         |         |         |         |         |             |            |
|          |                |                |                |                |                |                |         |         |         |         |         |             |            |
| Totale   | 1              | 0              | 2              | 3              | 343            | 441            | 2       | 1       | 3       | 700     | 471     |             |            |

#### Battle of the Beasts
| Stagione | regular season | regular season | regular season | regular season | regular season | regular season | playoff | playoff | playoff | playoff | playoff | playoff   | playoff    |
|          | Vin            | Par            | Per            | Tot            | PF             | PS             | Vin     | Per     | Tot     | PF      | PS      | risultato | avversaria |
| -------- | -------------- | -------------- | -------------- | -------------- | -------------- | -------------- | ------- | ------- | ------- | ------- | ------- | --------- | ---------- |
| 2013     |                |                |                |                |                |                | 2       | 0       | 2       | 605     | 415     |           | Germania   |
| 2013     |                |                |                |                |                |                | 0       | 2       | 2       | 95      | 239     |           | Germania   |
|          |                |                |                |                |                |                |         |         |         |         |         |           |            |
| Totale   |                |                |                |                |                |                | 2       | 2       | 4       | 700     | 654     |           |            |

#### Triple Header
| Stagione | regular season | regular season | regular season | regular season | regular season | regular season | playoff | playoff | playoff | playoff | playoff | playoff       | playoff    |
|          | Vin            | Par            | Per            | Tot            | PF             | PS             | Vin     | Per     | Tot     | PF      | PS      | risultato     | avversaria |
| -------- | -------------- | -------------- | -------------- | -------------- | -------------- | -------------- | ------- | ------- | ------- | ------- | ------- | ------------- | ---------- |
| 2016     | 1              | 0              | 1              | 2              | 369            | 256            |         |         |         |         |         | Secondo posto | Finlandia  |
|          |                |                |                |                |                |                |         |         |         |         |         |               |            |
| Totale   | 1              | 0              | 1              | 2              | 369            | 256            |         |         |         |         |         |               |            |

### Riepilogo bout disputati
| Anno | Luogo        | Evento                  | Fase del torneo           | Incontro                | Risultato |
| 2013 | Eindhoven    | Battle of the Beasts    |                           | Paesi Bassi - Belgio    | 164 - 329 |
| 2013 | Eindhoven    | Battle of the Beasts    |                           | Belgio - Germania       | 276 - 251 |
| 2013 | Valkenswaard | Battle of the Beasts II |                           | Francia - Belgio        | 131 - 36  |
| 2013 | Valkenswaard | Battle of the Beasts II |                           | Belgio - Germania       | 59 - 108  |
| 2013 | Valkenswaard | Bloed, skates en tranen |                           | Paesi Bassi - Belgio    | 66 - 116  |
| 2014 | Quaregnon    | Pain Français           |                           | Panam Squad - Belgio    | 260 - 105 |
| 2014 | Birmingham   | Mondiale                | Fase a gironi             | Belgio - Canada         | 20 - 255  |
| 2014 | Birmingham   | Mondiale                | Fase a gironi             | Belgio - Scozia         | 82 - 98   |
| 2014 | Birmingham   | Mondiale                | Fase a gironi             | Giappone - Belgio       | 88 - 241  |
| 2014 | Birmingham   | Mondiale                | Primo turno consolazione  | Belgio - Germania       | 163 - 213 |
| 2014 | Birmingham   | Mondiale                | Semifinale 9º - 14º posto | Giappone - Belgio       | 132 - 297 |
| 2014 | Birmingham   | Mondiale                | Finale 13º - 14º posto    | Belgio - Svezia         | 240 - 126 |
| 2014 | Lilla        | Amichevole              |                           | The Ice Wheels - Belgio | 152 - 146 |
| 2015 | Lilla        | Amichevole              |                           | Moustaches - Belgio     |           |
| 2016 | Quaregnon    | Triple Header           |                           | Belgio - Paesi Bassi    | 243 - 55  |
| 2016 | Quaregnon    | Triple Header           |                           | Belgio - Finlandia      | 126 - 201 |

## Confronti con le altre Nazionali
Questi sono i saldi del Belgio nei confronti delle Nazionali incontrate.

### Saldo positivo
| Nazionale   | Giocate | Vinte | Pareggiate | Perse | PF  | PS  | Ultima vittoria | Ultimo pari | Ultima sconfitta |
| ----------- | ------- | ----- | ---------- | ----- | --- | --- | --------------- | ----------- | ---------------- |
| Paesi Bassi | 3       | 3     | 0          | 0     | 688 | 285 | 2016            | -           | -                |
| Giappone    | 2       | 2     | 0          | 0     | 538 | 220 | 2014            | -           | -                |
| Svezia      | 1       | 1     | 0          | 0     | 240 | 126 | 2014            | -           | -                |

### Saldo negativo
| Nazionale | Giocate | Vinte | Pareggiate | Perse | PF  | PS  | Ultima vittoria | Ultimo pari | Ultima sconfitta |
| --------- | ------- | ----- | ---------- | ----- | --- | --- | --------------- | ----------- | ---------------- |
| Scozia    | 1       | 0     | 0          | 1     | 82  | 98  | -               | -           | 2014             |
| Germania  | 3       | 1     | 0          | 2     | 498 | 572 | 2013            | -           | 2014             |
| Finlandia | 1       | 0     | 0          | 1     | 126 | 201 | -               | -           | 2016             |
| Francia   | 1       | 0     | 0          | 1     | 36  | 131 | -               | -           | 2013             |
| Canada    | 1       | 0     | 0          | 1     | 20  | 255 | -               | -           | 2014             |